# RealDoll
RealDoll은 미국의  캘리포니아 산 마르코스의 유한책임회사 '어비스 크리에이션즈'(Abyss Creations)에서 생산하여 전 세계로 판매되는 섹스 돌이며, 때로는 마네킹으로도 여겨진다. 포즈를 취할 수 있는 PVC 골격, 강철 관절, 실리콘 살로 이루어져 있다.

## 소개와 역사
리얼돌은 인간 남녀의 형태의 외양, 질감, 무게를 재현하기 위해 설계되었다. 리얼돌의 주된 목적인 섹스 파트너의 역할을 수행하는 것이다. 이러한 행위에 다양한 종류의 옷을 입혀주고, 가발을 바꾸거나 화장을 고치고, 심지어 전기담요나 목욕을 이용해 온도를 체온과 비슷하게 맞추는 등의 특정한 준비과정을 곁들일 수 있다.
초기의 프로토타입은 내부의 골격과 고체 라텍스로 만들어졌지만, 나중에 살의 재료는 실리콘으로 바뀌었다. 2009년 6월에, 어비스 크리에이션즈는 살의 재료를 주석 경화 실리콘에서 백금 실리콘으로 교체하였으며, 이후의 제품은 찢겨지거나 눌린 자국이 남는 일이 줄어들었다.
여자 형태의 리얼돌의 오늘날의 모습은 1996년에 도입되었다. 2003년에 어비스 사는 "페이스-X" 시스템을 도입하여, 어떤 얼굴이든 아무 몸에나 끼워넣을 수 있게 되었다. 그리하여 리얼돌 소유자는 하나의 몸에 다수의 얼굴을 갈아끼워 쓸 수 있게 되었다. 2011년에는 최초의 생산 라인에 아홉 종류의 여성 신체와 열여섯 종류의 여자 얼굴이 존재했다. 리얼돌 2는 2009년에 발매되었으며, 얼굴과 입과 음부를 교체하며, 이는 벨크로 대신 자석으로 고정되었다. 이 라인은 두 종류의 여성 신체와 세 종류의 여성 얼굴로 시작했으며, 2013년에는 열 종류의 여성 얼굴과 세 종류의 여성 신체를 제공했다. 또다른 여성 신체가 개발 중이다.
최초로 만들어진 리얼돌인 "찰리"는 2008년에 단종되었으며 두 종류의 신체와 세 종류의 머리로 대체되었다. 트랜스젠더 인형도 생산되었지만, 이는 맞춤주문을 해야 했다. 어비스 사는 여성 토르소, 딜도 등의 다른 종류의 실리콘 기구도 팔았다.
회사는 한 때 기계식 엉덩이 작동기, 일반적인 손가락 와이어와는 다른 손가락 관절, 컴퓨터로 조절되는 대화 응답 등의 다양한 값비싼 맞춤 옵션을 제공했지만, 이제는 아니다.

## 대한민국의 리얼돌 수입 규제
대한민국의 관세청에서는 리얼돌을 풍속을 해치는 물품으로 보고 통관을 규제했다. 원래는 모든 제품을 수입을 막은뒤 소송을 통해 개별제품을 들여오는 형태로 제도가 운용되었다. 그런데 개별 제품에 따라 법원에서는 풍속을 해치지 않는 물품으로 판단하는 경우도 있다. 관세청에서는 법원에 의해 확정된 모델만 통관을 허용하였다. 수입 회사에서는 용도를 속이고 반제품을 수입한 뒤 재조립하여 대한민국의 소비자에게 팔기도 한다. 2019년 이후 대한민국 내에서 제조한 뒤 성인에게 판매하는 것은 허용되고 있다. 2022년 지침이 개정되어 전신 리얼돌 수입을 허용하되 미성년과 특정 인물 형상의 리얼돌은 수입금지, 온열기능등이 있는 제품은 전기안전이 확인되어야 수입가능으로 바뀌었다.

## 대중문화
- 패밀리 가이의 에피소드 "Boopa-dee Bappa-dee"에서 그리핀즈는 미국에 재입국하기 위해 리얼돌같은 자세를 취한다.[7] 에피소드 "Take a Letter"에서는 클리블랜드가 우체국의 비어있는 큰 창고는 가까운 미래에 리얼돌이 인기 있는 주문 상품이 될 것을 대비하기 위함이라는 것을 밝힌다.
- 주류 영화 내겐 너무 사랑스러운 그녀에서는 리얼돌이 두 번째 주인공으로 등장한다.[8]
- 글래머, 하이 패션 사진작가 헬무트 뉴턴은 리얼돌을 촬영하였고, 그 결과는 그의 자서전에서 찾아볼 수 있다. 그가 말하기로는 잡지 플레이보이는 뉴턴의 리얼돌 사진이 너무 기묘하다는 이유로 출판을 거절했다고 한다.[9]
- 데스몬드 해링턴을 유명하게 해준 영화 섹스 마네킹은 2003년에 개봉되었으며, 외로움을 달래기 위해 리얼돌을 구매했지만 리얼돌이 생각보다 더 진짜 같은 상황에 직면한 한 남자의 이야기를 다룬다.
- 노스 원 텔레비전에서 방영한 닉 홀트의 텔레비전 다큐멘터리[10] Guys and Dolls는 리얼돌과 같이 살아가는 네 남성의 이야기를 다룬다. BBC 아메리카에서 방영될 때 "Love Me, Love My Doll"[11]로 개명되었다.
- 어떤 생활잡지들은 리얼돌의 소유자에 대해 다룬 글을 게시했다.[12][13]
- 리얼돌은 미국의 락밴드 슬로스러스트의 노래 'Crockpot'의 가사에서 언급된다.

## 참고 문서
- 아갈마토필리아
- 갈라테아
- 가이노이드
- 피그말리온
- 섹스 돌
- 불쾌한 골짜기
- 신비의 체험

## 같이 보기
- 아갈마토필리아
- 갈라테이아
- 가이노이드
- 피그말리온
- 불쾌한 골짜기
- 신비의 체험